# Wilfredomys oenax
Wilfredomys oenax é uma espécie de roedor da família Cricetidae. É a única espécie descrita para o gênero Wilfredomys. Pode ser encontrada no sul do Brasil e norte e centro do Uruguai. Popularmente é denominado de rato-do-mato.